# Very6 BEST
『Very6 BEST』（ベリーシックス ベスト）は、V6の4作目のベスト・アルバム。2021年10月26日にavex traxから発売された。キャッチコピーは「＃26年間という瞬間」。

## 概要
V6の解散前にリリースされたオールタイム・ベスト。内容はメンバーが総勢400曲以上の中からセレクトしたアルバムとなる。
初回盤A・初回盤B・通常盤・あなたのお名前入りスペシャルBOX盤の計4形態で発売。通常盤には初回仕様が存在する。

## メーカー特典

### 初回盤A
- #V626ダイアリー (A5サイズ)
  - V6記念日カレンダー（メンバー誕生日や過去のリリース...etc）付きノート
- 三方背・デジパック仕様

### 初回盤B
- オリジナル・缶バッジ（3個セット）
  - V6（サイズ55mmφ）/ 20th Century（40mmφ）/ Coming Century（40mmφ）の3個セット
- 三方背・デジパック仕様

### 通常盤
- V62021（B5サイズ）
  - 2021年のオフショットをまとめたミニ冊子
- みんなで選んだV6大辞典（A4変形サイズ冊子、初回仕様のみ）
- スリーブ仕様（初回仕様のみ）

### あなたのお名前入りスペシャルBOX盤
- キャンバスマグネット：全15種類
- 缶バッジ（40mmπ）：全15種類
- デジパック、お名前印字入りスリーブ仕様

## チャート成績
2021年10月26日付「オリコンデイリーアルバムランキング」では発売初日に12.7万枚売り上げ、初登場1位を獲得。
2021年11月8日付「オリコン週間アルバムランキング」では初週に18.3万枚売り上げ、初登場1位を獲得。同ランキングでの1位獲得は、4作連続通算14作目。また、1996年8月5日発売の1stアルバム『SINCE 1995 〜 FOREVER』から今作まで20作全てで同ランキングTOP3入りを果たしている。さらに、同日付「オリコン週間合算アルバムランキング」でもCDの売上のみで初登場1位を獲得。
2021年11月8日付「Billboard JAPAN Top Albums Sales」では初週に19万2253枚売り上げ、初登場1位を獲得。また、同日付「Billboard Japan Hot Albums」でも初登場1位を獲得。

## 収録曲

### CD
☆はアルバム初収録、☆☆はシングルバージョン初収録

#### 初回盤A・初回盤B・通常盤

##### DISC 1
1. MUSIC FOR THE PEOPLE
  - 1stシングル
  - 「Very best」に収録しているベストアルバムバージョン。
2. MADE IN JAPAN
  - 2ndシングル
3. TAKE ME HIGHER
  - 4thシングル
4. 愛なんだ
  - 5thシングル
5. 本気がいっぱい
  - 6thシングル
6. WAになっておどろう
  - 7thシングル
  - 「SUPER Very best」に収録しているベストアルバムバージョン。
7. over
  - 11thシングルの1曲目
8. Believe Your Smile
  - 12thシングル
9. 太陽のあたる場所
  - 14thシングル
10. 野性の花
  - 15thシングル『MILLENNIUM GREETING』の1曲目
11. CHANGE THE WORLD
  - 17thシングル
12. 愛のMelody
  - 18thシングル
13. Feel your breeze
  - 21stシングルの1曲目
14. Darling
  - 23rdシングル
15. UTAO-UTAO
  - 27thシングル
16. グッデイ!!
  - 29thシングル
17. HONEY BEAT
  - 30thシングルの1曲目

##### DISC 2
1. way of life
  - 32ndシングル
2. SP "Break The Wall" - REVOLUTIONS feat. V6 & ☆Taku Takahashi（m-flo）
  - 配信限定曲
3. Sexy.Honey.Bunny!
  - 38thシングルの1曲目
4. Sky's The Limit
  - 44thシングル
5. Timeless
  - 45thシングル
6. Beautiful World
  - 46thシングル
7. Can't Get Enough
  - 47thシングルの1曲目
8. Crazy Rays ☆
  - 49thシングルの1曲目
9. KEEP GOING ☆
  - 49thシングルの2曲目
10. Super Powers ☆
  - 50thシングルの1曲目
11. Right Now ☆
  - 50thシングルの2曲目
12. ある日願いが叶ったんだ ☆
  - 51stシングルの1曲目
13. All For You ☆
  - 51stシングルの2曲目
14. It's my life ☆
  - 52ndシングルの1曲目
15. PINEAPPLE ☆
  - 52ndシングルの2曲目
16. 僕らは まだ ☆
  - 53rdシングルの1曲目
17. MAGIC CARPET RIDE ☆
  - 53rdシングルの2曲目
18. Full Circle
作詞：Micro（Def Tech）、作曲：Andreas Stone Johansson・Gabriel Brandes・Michael Watson・Simon Czerwinski、編曲：Andreas Stone Johansson[9]
  - 『For the 25th anniversary』ファンクラブ会員向け配信ライブにて披露した新曲、本アルバムにて音源化。
19. クリア
作詞・作曲・編曲：KREVA[9]
  - 新曲
  - 仮想空間『V-Land』限定配信映像「WANDERER」挿入歌
  - 同年代の人に曲を作ってもらおうという話になり、KREVAがいいのではないかという岡田准一の案で依頼を行った。自分達の決意やファンへの思いを伝える楽曲をリクエストされ書き下ろされたが、一度作り直されている[10]。

#### 初回盤A
※は初回盤Aのみの収録（残りはあなたのお名前入りスペシャルBOX盤DISC 5、6にも収録）。

##### DISC 3
1. MIRACLE STARTER 〜未来でスノウ・フレークス〜
  - 1stミニ・アルバム『GREETING』収録曲
2. 微熱のWoman ※
  - 2ndアルバム『NATURE RHYTHM』収録曲
3. I CAN ※
  - 2ndアルバム収録曲
4. Can do! Can go!
  - 2ndミニ・アルバム『SUPER HEROES』収録曲
5. JUST FOR YOU ※
  - 3rdアルバム『A JACK IN THE BOX』収録曲
6. Feelin’ Alone ※
  - 4thアルバム『"LUCKY" 20th Century, Coming Century to be continued...』収録曲
7. Life goes on ※
  - 15thシングルの2曲目
8. 羽根 〜BEGINNING〜
  - 5thアルバム『"HAPPY" Coming Century, 20th Century Forever』収録曲
9. Don’t Stop The Refrain ※
  - 5thアルバム収録曲
10. 翼の設計図 ※
  - 5thアルバム収録曲
11. 上弦の月
  - 17thシングルカップリング曲
12. 特別な夜は平凡な夜の次に来る
  - 8thアルバム『∞ INFINITY 〜LOVE & LIFE〜』収録曲
13. 晴れ過ぎた空 ※
  - 27thシングルカップリング曲
14. それぞれの空
  - 9thアルバム『musicmind』収録曲
15. 旅立ちの翼 ☆※
  - 29thシングルカップリング曲
16. 心からの歌 ※
  - 1stDVDシングル『VIBES』カップリング曲
17. サンキュー！ミュージック！ ※
  - 1stDVDシングルカップリング曲

##### DISC 4
1. 明日の傘 ☆
  - 35thシングル通常盤カップリング曲
2. will
  - 11thアルバム『READY?』収録曲
3. Air
  - 11thアルバム収録曲
4. Portraits ※
  - 11thアルバム収録曲
5. 僕らの手のひら ☆※
  - 39thシングル通常盤カップリング曲
6. Supernova
  - 12thアルバム『Oh! My! Goodness!』収録曲
7. Maybe
  - 12thアルバム収録曲
8. 親愛なる君へ
  - 12thアルバム収録曲
9. FLASH BACK ※
  - 42ndシングル通常盤カップリング曲
10. 〜此処から〜
  - 3rdベスト・アルバム『SUPER Very best』初回生産限定盤A収録曲
11. HELLO
  - 3rdベスト・アルバムLoopi・HMV限定盤収録曲
12. SPARK ☆※
  - 48thシングル通常盤カップリング曲
13. The One
  - 13thアルバム『The Ones』収録曲
14. Remember your love ※
  - 13thアルバム収録曲
15. ボク・空・キミ ※
  - 13thアルバム収録曲
16. 意味のないドライブ ※
  - 49thシングル通常盤カップリング曲
17. TL ☆※
  - 49thシングル通常盤カップリング曲
18. 95 groove ☆※
  - 53rdシングル通常盤カップリング曲

#### 初回盤B
※は初回盤Bのみの収録（残りはあなたのお名前入りスペシャルBOX盤DISC 7、8にも収録）。

##### DISC 3
1. Dahlia - 20th Century
  - 3rdアルバム収録曲
2. BIG FORCE - 20th Century ※
  - 20th Century2ndアルバム『! -attention-』収録曲
3. クロール - 20th Century ※
  - 4thアルバム収録曲
4. WISHES〜I'll be there〜 - 20th Century
  - 20th Century1stシングルの1曲目
5. Start me up - 20th Century ※
  - 16thシングルカップリング曲
6. Precious Love - 20th Century ※
  - 20th Century2ndシングル
7. LOVE SONG - 20th Century ※
  - 20th Century2ndシングルカップリング曲
8. days -tears of the world- - 20th Century ※
  - 7thアルバム『seVen』収録曲
9. screaming - 20th Century ※
  - 22ndシングルカップリング曲
10. 光り射す場所へ - 20th Century ※
  - 23rdシングルカップリング曲
11. ちぎれた翼 - 20th Century
  - 1stベストアルバム収録曲
12. 逢いに行こう - 20th Century ☆
  - 20th Century3rdシングル『オレじゃなきゃ、キミじゃなきゃ』カップリング曲
13. 不惑 - 20th Century ☆
  - 46thシングル通常盤カップリング曲
14. 会って話を - 20th Century
  - 13thアルバム『The ONES』通常盤収録曲
15. LADY, LADY, LADY - 20th Century ☆※
  - 50thシングル通常盤収録曲
16. カノトイハナサガモノラ - 20th Century
作詞：御徒町凧、作曲：森山直太朗、編曲：河野圭[11]
  - 20th Century出演舞台ビデオ『TWENTIETH TRIANGLE TOUR vol.2 カノトイハナサガモノラ』通常盤付属特典CD収録曲
17. トライアングル - 20th Century ※
作詞：御徒町凧、作曲：永積崇、編曲：河野圭・永田こーせー[11]
  - 20th Century出演舞台ビデオ『TWENTIETH TRIANGLE TOUR vol.2 カノトイハナサガモノラ』通常盤付属特典CD収録曲

##### DISC 4
1. Theme of Coming Century - Coming Century ☆☆
  - 1stシングルカップリング曲
2. Born to run - Coming Century ※
  - 1stアルバム『SINCE 1995 〜 FOREVER』収録曲
3. 僕の告白 - Coming Century ※
  - 1stミニ・アルバム収録曲
4. MISS YOU TONIGHT - Coming Century ※
  - 2ndアルバム収録曲
5. 夏のかけら - Coming Century
  - Coming Century1stシングル
6. Ash to Ash - Coming Century ※
  - 3rdアルバム収録曲
7. SPEEDER’S HIGH - Coming Century ※
  - 4thアルバム収録曲
8. silver bells - Coming Century
  - 17thシングルカップリング曲
9. HAVE A SUPER GOOD TIME - Coming Century
  - 7thアルバム収録曲
10. Be with you - Coming Century ※
  - Coming Century1stベスト・アルバム『Best of Coming Century 〜Together〜』収録曲
11. Come With Me - Coming Century ☆☆
  - 24thシングル初回盤カップリング曲
12. Desert Eagle - Coming Century ☆※
  - 35thシングル初回限定MUSIC盤カップリング曲
13. Are you ready tonight? - Coming Century ☆※
  - 35thシングル初回限定MUSIC盤カップリング曲
14. Hello-Goodbye - Coming Century ※
  - Coming Century1stミニ・アルバム『Hello-Goodbye』リード曲
15. 12ヶ月 - Coming Century ☆
  - 37thシングル初回限定MUSIC盤付属特典CDカップリング曲
  - 37thシングルでは「New Day」とまとめて1トラックに収録されていたため、単曲の音源としては初収録
16. キミノカケラ - Coming Century ☆
  - 42ndシングル通常盤カップリング曲
17. テレパシー - Coming Century ☆※
  - 46thシングル通常盤カップリング曲

#### 通常盤

##### DISC 3
1. MIRACLE STARTER 〜未来でスノウ・フレークス〜-V626 ver.
編曲：Tomi Yo
  - リアレンジ（リプロダクション）・バージョン
2. Can do! Can go!-V626 ver.
編曲：AmPm
  - リアレンジ（リプロダクション）・バージョン
3. 太陽のあたる場所-V626 ver.
編曲：maeshima soshi
  - リアレンジ（リプロダクション）・バージョン
4. IN THE WIND-V626 ver.
編曲：冨田恵一
  - リアレンジ（リプロダクション）・バージョン
5. 上弦の月-V626 ver.
編曲：H ZETTRIO
  - リアレンジ（リプロダクション）・バージョン
6. 僕らは まだ-sakomoto solo ver. - 坂本昌行
  - 坂本ソロバージョン
7. blue-nagano solo ver. - 長野博
  - 14thアルバム『STEP』収録曲の長野ソロバージョン
8. トビラ-inohara solo ver. - 井ノ原快彦
  - 14thアルバム収録曲の井ノ原ソロバージョン
9. 家族-morita solo ver. - 森田剛
  - 14thアルバム収録曲の森田ソロバージョン
10. 分からないだらけ-miyake solo ver. - 三宅健
  - 14thアルバム収録曲の三宅ソロバージョン
11. Let Me-okada solo ver. - 岡田准一
  - 14thアルバム収録曲の岡田ソロバージョン

#### あなたのお名前入りスペシャルBOX盤

##### DISC 1
以下、※はあなたのお名前入りスペシャルBOX盤のみの収録（残りは初回盤A・初回盤B・通常盤DISC 1、2にも収録）。
1. MUSIC FOR THE PEOPLE
2. MADE IN JAPAN
3. BEAT YOUR HEART ※
  - 3rdシングル
4. TAKE ME HIGHER
5. 愛なんだ
6. 本気がいっぱい
7. WAになっておどろう
8. GENERATION GAP ※
  - 8thシングル
9. Be Yourself! ※
  - 9thシングル
10. 翼になれ ※
  - 10thシングル
11. over
12. EASY SHOW TIME ※
  - 11thシングルの2曲目
13. Believe Your Smile
14. 自由であるために ※
  - 13thシングル
15. 太陽のあたる場所
16. 野性の花
17. IN THE WIND ※
  - 16thシングル

##### DISC 2
1. CHANGE THE WORLD
2. 愛のMelody
3. キセキのはじまり ※
  - 19thシングルの1曲目
4. 出せない手紙 ※
  - 20thシングル
5. Feel your breeze
6. one ※
  - 21stシングルの2曲目
7. メジルシの記憶 ※
  - 22ndシングル
8. Darling
9. COSMIC RESCUE ※
  - 24thシングルの1曲目
10. 強くなれ ※
  - 24thシングルの2曲目
11. ありがとうのうた ※
  - 25thシングル
12. サンダーバード-your voice- ※
  - 26thシングル
13. UTAO-UTAO
14. Orange ※
  - 28thシングル
15. グッデイ!!
16. HONEY BEAT
17. 僕と僕らのあした ※
  - 30thシングルの2曲目

##### DISC 3
1. ジャスミン ※
  - 31stシングルの1曲目
2. Rainbow ※
  - 31stシングルの2曲目
3. way of life
4. 蝶 ※
  - 33rdシングル
5. LIGHT IN YOUR HEART ※
  - 34thシングルの1曲目
6. Swing! ※
  - 34thシングルの2曲目
7. スピリット ※
  - 35thシングル
8. GUILTY ※
  - 36thシングル
9. only dreaming ※
  - 37thシングルの1曲目
10. Catch ☆※
  - 37thシングルの2曲目
11. SP "Break The Wall" - REVOLUTIONS feat. V6 & ☆Taku Takahashi（m-flo）
12. Sexy.Honey.Bunny!
13. タカラノイシ ☆※
  - 38thシングルの2曲目
14. バリバリBUDDY! ※
  - 39thシングル
15. kEEP oN. ※
  - 40thシングル
16. ROCK YOUR SOUL ※
  - 41stシングル
17. 君が思い出す僕は 君を愛しているだろうか ※
  - 42ndシングル
18. 涙のアトが消える頃 ※
  - 43rdシングル

##### DISC 4
1. Sky's The Limit
2. Timeless
3. Beautiful World
4. Can't Get Enough
5. ハナヒラケ ※
  - 47thシングルの2曲目
6. COLORS ※
  - 48thシングルの1曲目
7. 太陽と月のこどもたち ☆※
  - 48thシングルの2曲目
8. Crazy Rays ☆
9. KEEP GOING ☆
10. Super Powers ☆
11. Right Now ☆
12. ある日願いが叶ったんだ ☆
13. All For You ☆
14. It's my life ☆
15. PINEAPPLE ☆
16. 僕らは まだ ☆
17. MAGIC CARPET RIDE ☆
18. Full Circle
19. クリア

##### DISC 5
以下、※はあなたのお名前入りスペシャルBOX盤のみの収録（残りは初回盤ADISC 3、4にも収録）。
1. MIRACLE STARTER 〜未来でスノウ・フレークス〜
2. Can do! Can go!
3. 羽根 〜BEGINNING〜
4. 上弦の月
5. 特別な夜は平凡な夜の次に来る
6. それぞれの空
7. Voyager 〜ボイジャー〜 ※
  - 10thアルバム『Voyager』リード曲
8. グッデイ!!（歌いわけ変えましたVersion） ※
  - 10thアルバム収録曲
9. nostalgie ※
  - 1stDVDシングルカップリング曲
10. Believe ☆※
  - 34thシングルカップリング曲
11. 明日の傘 ☆
12. Medicine ☆※
  - 36thシングル通常盤カップリング曲
13. will
14. Air
15. Bouquet ※
  - 11thアルバム収録曲
16. SILENT GALAXY ※
  - 11thアルバム通常盤（初回出荷分）収録曲

##### DISC 6
1. OK ☆※
  - 37thシングル通常盤カップリング曲
2. WALK ☆※
  - 38thシングル通常盤カップリング曲
3. 一生で最後の恋 ☆※
  - 40thシングル通常盤カップリング曲
4. ミュージック・ライフ ☆※
  - 41stシングルカップリング曲
5. fAKE ☆※
  - 41stシングル通常盤カップリング曲
6. Supernova
7. Maybe
8. 親愛なる君へ
9. SPOT LIGHT ☆※
  - 45thシングルカップリング曲
10. 〜此処から〜
11. HELLO
12. Wait for You ※
  - 3rdベスト・アルバム初回生産限定盤B収録曲
13. by your side ☆※
  - 46thシングルカップリング曲
14. 足跡 ☆※
  - 47thシングルカップリング曲
15. レッツゴー6匹 ※
  - 13thアルバム収録曲
16. The One

##### DISC 7
以下、※はあなたのお名前入りスペシャルBOX盤のみの収録（残りは初回盤BDISC 3、4にも収録）。
1. Lonely Holy Night - 20th Century ※
  - 1stミニ・アルバム収録曲
2. ジンクス - 20th Century ※
  - 20th Century1stアルバム『ROAD』収録曲
3. Dahlia - 20th Century
4. OPEN THE GATE - 20th Century ☆☆※
  - 12thシングルカップリング曲
5. WISHES ～I'll be there～ - 20th Century
6. X.T.C.beat - 20th Century feat.三宅健 ※
  - 6thアルバム『Volume 6』収録曲
7. ちぎれた翼 - 20th Century
8. 夜汽車ライダー - 20th Century ☆※
  - 29thシングルカップリング曲
9. オレじゃなきゃ、キミじゃなきゃ - 20th Century ※
  - 20th Century3rdシングル
10. 逢いに行こう - 20th Century ☆
11. Next Generation - 20th Century ☆※
  - 20th Century3rdシングルカップリング曲
12. Honey - 20th Century ※
  - 20th Centuryライブ・ビデオ『20th Century LIVE TOUR 2008 オレじゃなきゃ、キミじゃなきゃ』初回限定盤付属特典CD収録曲
13. スタートライン - 20th Century ☆※
  - 35thシングル初回限定MUSIC盤付属特典CDカップリング曲
14. 小さな恋のおはなし - 20th Century feat. Coming Century ☆※
  - 37thシングル初回限定MUSIC盤付属特典CDカップリング曲
  - 37thシングルでは「Sing!」とまとめて1トラックに収録されていたため、単曲の音源としては初収録
15. 不惑 - 20th Century ☆
16. カノトイハナサガモノラ - 20th Century

##### DISC 8
1. Theme of Coming Century - Coming Century ☆☆
2. 大丈夫 - Coming Century ☆☆※
  - 2ndシングルカップリング曲
3. STAY GOLD - Coming Century ☆☆※
  - 3rdシングルカップリング曲
4. スキさ すっきゃねん - Coming Century ☆※
  - 4thシングルカップリング曲
5. LOOKIN' FOR MY DREAM - Coming Century ☆※
  - 5thシングルカップリング曲
6. WHAT'S COOL ? - Coming Century ☆※
  - 7thシングルカップリング曲
7. 夏のかけら - Coming Century
8. silver bells - Coming Century
9. HAVE A SUPER GOOD TIME - Coming Century
10. 恋のシグナル - Coming Century ※
  - Coming Century1stベスト・アルバム収録曲
11. Come With Me - Coming Century ☆☆
12. ファイト - Coming Century ※
  - Coming Century1stミニ・アルバム通常盤収録曲
13. 12ケ月 - Coming Century ☆
14. New Day - Coming Century ☆※
  - 37thシングル初回限定MUSIC盤付属特典CDカップリング曲
  - 37thシングルでは「12ヶ月」とまとめて1トラックに収録されていたため、単曲の音源としては初収録
15. キミノカケラ - Coming Century ☆
16. Get Naked - Coming Century ※
  - 13thアルバム通常盤収録曲

##### DISC 9
1. コバルトブルー - 坂本昌行
  - 1stミニ・アルバム収録曲
2. Shelter - 坂本昌行
  - 20th Century2ndアルバム『! -attention-』収録曲
3. 恋のメロディ - 井ノ原快彦・岡田准一
  - 5thアルバム収録曲
4. Over Drive - 長野博・森田剛
  - 6thアルバム収録曲
5. 燃えろ紅ショウガ - MiMyCEN（Coming Century）☆
  - MiMyCEN1stシングル「MiMyCEN」収録曲
6. 恋の400Mカレー - GOタリモ&ミニカレー（森田剛・一般幼稚園児の女の子5名）☆
  - GOタリモ&ミニカレー1stシングル
7. UNLIMITED - 坂本昌行・森田剛・三宅健
  - 8thアルバム収録曲
8. 恋と弾丸 - 坂本昌行・三宅健
  - 9thアルバム収録曲
9. 夕焼けドロップ - 長野博・井ノ原快彦
  - 9thアルバム収録曲
10. ユメニアイニ - 岡田准一
  - 9thアルバム収録曲
11. 旅立ちの翼（BALLAD Ver.） - 坂本昌行・井ノ原快彦 ☆
  - 29thシングルカップリング曲
12. candy - 森田剛
  - 10thアルバム収録曲
13. 春を待とう - 井ノ原快彦
  - 20th Century ライブ・ビデオ『20th Century LIVE TOUR 2008 オレじゃなきゃ、キミじゃなきゃ』初回限定盤付属特典CD収録曲
14. 桜色桜風 - 長野博
  - 11thアルバム収録曲
15. “悲しいほどにア・イ・ド・ル”～ガラスの靴～ - 三宅健
  - 11thアルバム収録曲
16. ヨロコビノウタ - 岡田准一
  - 11thアルバム収録曲

### DVD/Blu-ray

#### Disc 5

##### 初回盤A
1. MUSIC FOR THE PEOPLE
2. MADE IN JAPAN
3. TAKE ME HIGHER
4. 愛なんだ
5. 本気がいっぱい
6. WAになっておどろう
7. over
8. Believe Your Smile
9. 太陽のあたる場所
10. 野性の花
11. CHANGE THE WORLD
12. 愛のMelody
13. Feel your breeze
14. Darling
15. UTAO-UTAO
16. グッデイ!!
17. HONEY BEAT
18. way of life

##### 初回盤B
※DVDのみ
1. みんなで選んだV6大辞典

#### Disc 6

##### 初回盤A
※Blu-rayではすべての曲をDisc 5に収録。
1. Sexy.Honey.Bunny!
2. Sky's The Limit
3. Timeless
4. Beautiful World
5. Can't Get Enough
6. Crazy Rays
7. KEEP GOING
8. Super Powers
9. Right Now
10. ある日願いが叶ったんだ
11. All For You
12. It's my life
13. PINEAPPLE
14. 僕らは まだ
15. Full Circle
16. Full Circle Making

##### 初回盤B
※DVDのみ
1. Very Smile6

#### Disc 10
1. MUSIC FOR THE PEOPLE
2. MADE IN JAPAN
3. BEAT YOUR HEART
4. Born to run - Coming Century
5. TAKE ME HIGHER
6. 愛なんだ
7. 本気がいっぱい
8. WAになっておどろう
9. GENERATION GAP
10. Be Yourself!
11. 夏のかけら - Coming Century
12. 翼になれ
13. Happy together! - Coming Century
14. over
15. Believe Your Smile
16. 自由であるために
17. 太陽のあたる場所
18. 野性の花
19. IN THE WIND
20. CHANGE THE WORLD
21. 愛のMelody
22. キセキのはじまり
23. 出せない手紙

#### Disc 11
※Blu-rayでは1 - 7をDisc 10に収録。
1. WISHES〜I'll be there〜 - 20th Century
2. Precious Love - 20th Century
3. Feel your breeze
4. メジルシの記憶
5. Darling
6. COSMIC RESCUE
7. 強くなれ
8. ありがとうのうた
9. サンダーバード-your voice-
10. ちぎれた翼 - 20th Century
11. 恋のシグナル - Coming Century
12. UTAO-UTAO
13. 晴れ過ぎた空
14. Orange
15. グッデイ!!
16. HONEY BEAT
17. 僕と僕らのあした
18. ジャスミン
19. ジャスミン music clip-20th Century Ver.- - 20th Century
20. ジャスミン music clip-Coming Century Ver.- - Coming Century
21. Voyager 〜ボイジャー〜
22. way of life
23. オレじゃなきゃ、キミじゃなきゃ - 20th Century
24. 蝶

#### Disc 12
※Blu-rayでは1 - 14をDisc 11に収録。
1. 常夏VIBRATION
2. LIGHT IN YOUR HEART
3. Swing!
4. スピリット
5. Hello-Goodbye - Coming Century
6. GUILTY
7. 星が降る夜でも
8. only dreaming
9. Sexy.Honey.Bunny!
10. バリバリBUDDY!
11. kEEP oN.
12. ROCK YOUR SOUL
13. Supernova
14. 大人Guys
15. 君が思い出す僕は 君を愛しているだろうか
16. 涙のアトが消える頃
17. Sky's The Limit
18. Timeless
19. SPOT LIGHT
20. 〜此処から〜
21. Wait for You
22. Beautiful World
23. by your side

#### Disc 13
※Blu-rayではすべての曲をDisc 12に収録。
1. Can't Get Enough
2. ハナヒラケ
3. COLORS
4. 太陽と月のこどもたち
5. never
6. 刹那的 Night
7. SOUZO
8. Cloudy sky
9. DOMINO
10. Round & Round
11. Remember your love
12. Answer
13. ボク・空・キミ
14. レッツゴー6匹
15. The One
16. Crazy Rays
17. KEEP GOING
18. Super Powers
19. Right Now
20. ある日願いが叶ったんだ
21. All For You
22. It's my life
23. PINEAPPLE
24. 僕らは まだ
25. Full Circle